# Logică fuzzy
Logica fuzzy (în engleză „fuzzy”, pronunțat ['fʌzi], înseamnă „vag”, „neclar”, „estompat”) este definită ca un „supraset al logicii convenționale boolene, logică ce a fost extinsă pentru a cuprinde adevărul parțial, valori ale adevărului cuprinse între „complet adevărat” și „complet fals”. A fost definită în 1965 de către prof. Lotfi Zadeh de la Universitatea Californiei din Berkeley. Spre deosebire de logica clasică, în care se lucrează cu două valori de adevăr exacte (notate de ex. 0 pentru fals și 1 pentru adevărat), logica fuzzy folosește o plajă continuă de valori logice cuprinse în intervalul [0, 1], unde 0 indică falsitatea completă, iar 1 indică adevărul complet. Astfel, dacă în logica clasică un obiect poate aparține (1) sau nu (0) unei mulțimi date, logica fuzzy lucrează cu gradul de apartenență al obiectului la mulțime, acesta putând lua valori între 0 și 1.
Logica fuzzy oferă instrumentele necesare pentru reprezentarea în sistemele inteligente a unor concepte imprecise cum sunt „mare”, „fierbinte”, „ieftin” ș.a., concepte numite variabile lingvistice sau variabile fuzzy. Pentru reprezentarea acestora se folosesc seturile fuzzy, care captează din punct de vedere cantitativ interpretarea calitativă a termenilor.

## Sistemefuzzy
Bazate pe logica fuzzy, sistemele fuzzy sunt considerate un caz particular al sistemelor expert (motiv pentru care mai sunt denumite și sisteme expert fuzzy), sisteme care oferă o metodă flexibilă pentru tratarea incertitudinii.
Japonia este țara cu cele mai multe sisteme fuzzy implementate, mai ales în domeniile urmăririi producției și a vânzărilor. De asemenea, multe sisteme fuzzy au fost înglobate în unele dintre bunurile de larg consum: mașini de spălat rufe, cuptoare cu microunde, aparate foto, aparate de aer condiționat, etc.